# Subnormale undergrupper
Subnormale undergrupper er et matematisk begreb som hører til under Gruppeteori. Lad {\displaystyle G} være en gruppe (matematik), en undergruppe {\displaystyle N} i {\displaystyle G} siges at være normal hvis den opfylder en af følgende tre ækvivalente betingelser:
1. For alle {\displaystyle g\in G} gælder {\displaystyle gN=Ng}
2. For alle {\displaystyle g\in G} gælder {\displaystyle gNg^{-1}=N}
3. For alle {\displaystyle g\in G} gælder {\displaystyle gNg^{-1}\subseteq N}

Således er alle undergrupper i en abelsk gruppe normale undergrupper.
En undergruppe N af index 2 i {\displaystyle G} er altid normal.
Hvis en undergruppe N i {\displaystyle G} er normal skrives det som {\displaystyle N\trianglelefteq G}.
Normale undergrupper opfylder generelt ikke den transitive lov. Således gælder IKKE {\displaystyle A\trianglelefteq B,B\trianglelefteq C\Rightarrow A\trianglelefteq C}. 

## Eksempel
Dette motiverer til at definere Subnormale undergrupper.
```

  

    

      

        
H

        
⊆

        
G

      

    

    
{\displaystyle H\subseteq G}

  

 kaldes en subnormal undergruppe, hvis der findes en række af normale undergrupper fra H til 

  

    

      

        
G

      

    

    
{\displaystyle G}

  

. 
Dvs. 

  

    

      

        
H

        
=

        

          
G

          

            
0

          

        

        
⊴

        

          
G

          

            
1

          

        

        
⊴

        
⋯

        
⊴

        

          
G

          

            
r

          

        

        
=

        
G

      

    

    
{\displaystyle H=G_{0}\trianglelefteq G_{1}\trianglelefteq \cdots \trianglelefteq G_{r}=G}

  

hvor 

  

    

      

        

          
G

          

            
i

          

        

        
⊴

        

          
G

          

            
i

            
+

            
1

          

        

      

    

    
{\displaystyle G_{i}\trianglelefteq G_{i+1}}

  

. Vi skriver 

  

    

      

        
H

        
⊴
⊴

        
G

      

    

    
{\displaystyle H\trianglelefteq \trianglelefteq G}

  

 når H er subnormal i G. Vi kalder r for længden af rækken.
```

Der findes nødvendigvis ikke kun en række af normale undergrupper fra H til G. En række fra H til G kaldes en minimalrække, hvis den har længde r og ingen række har længde {\displaystyle \leq r-1}. Vi skriver længden af en minimalrække fra H til G som {\displaystyle |G-H|}. Har vi givet længden af en minimalrække gælder følgende:
- {\displaystyle r=0\Rightarrow H=G}
- {\displaystyle r=1\Rightarrow H\trianglelefteq G}
- {\displaystyle r<1\Rightarrow H\trianglelefteq \trianglelefteq G}

Hvis alle undergrupper i en endelig gruppe G er subnormale så er gruppen nilpotent og omvendt. Denne sammenhæng er vist nederst på siden.
Lad {\displaystyle G=S_{4}}, den symmetriske gruppe bestående af permutationer af 4 elementer. {\displaystyle S_{4}} har orden 4! = 24. {\displaystyle S_{4}} er ikke abelsk da eksempelvis {\displaystyle (12)(13)\neq (13)(12)}. Lad K være Klein's Vierer-gruppe, {\displaystyle K=\{(1),(12)(34),(13)(24),(14)(23)\}},
så {\displaystyle K\subset G}. K er abelsk, og der findes en undergruppe {\displaystyle H=\{(1),(12)(34)\}} af orden 2 i K så {\displaystyle H\trianglelefteq K}. Vi kan nu tage alle {\displaystyle g\in S_{4}} og se at {\displaystyle gK=Kg}. Vi har altså fundet {\displaystyle H\trianglelefteq K\land K\trianglelefteq G}, men da H ikke er normal i G, har vi her et eksempel på, at den transitive lov ikke generelt gælder for normale undergrupper.
Hvis {\displaystyle A\trianglelefteq \trianglelefteq B\trianglelefteq \trianglelefteq G} så er {\displaystyle A\trianglelefteq \trianglelefteq G} og {\displaystyle |G-A|\leq |G-B|+|B-A|}.
Bevis Antag {\displaystyle A\trianglelefteq \trianglelefteq B\trianglelefteq \trianglelefteq G}, dvs. at der �findes
{\displaystyle A=H_{0}\trianglelefteq H_{1}\trianglelefteq \cdots \trianglelefteq H_{n}=B=K_{0}\trianglelefteq K_{1}\trianglelefteq \cdots \trianglelefteq K_{m}=G}
Det ses altså, at der er en kæde af normale undergrupper fra A og op til G og idet {\displaystyle H_{n}=K_{0}} er {\displaystyle A\trianglelefteq \trianglelefteq G}.
Fra antagelsen er {\displaystyle A\trianglelefteq \trianglelefteq B} og {\displaystyle B\trianglelefteq \trianglelefteq G}, kan vi finde minimalrækker. Sæt {\displaystyle |G-B|=m} og {\displaystyle |B-A|=n}. Som vist ovenfor findes der
en kæde af normale undergrupper fra A til G af længde
m + n, som ikke nødvendigvis er en minimalrække. En minimalrække fra A til G har derfor
længde {\displaystyle \leq m+n}. Alstå {\displaystyle |G-A|\leq |G-B|+|B-A|}.

## Nilpotent
Vi definere en serie af undergrupper af en vilkårlig gruppe G ved:
Den aftagende centralrække for G
{\displaystyle G=L_{1}(G)\geq L_{2}(G)\geq \cdots \geq L_{c}(G)\geq \cdots }
er fastlagt ved at
{\displaystyle L_{1}(G)=G,L_{i}(G)=[L_{i-1}(G),G]\quad for\,\,i\geq 2}
Den voksende centralrække for G
{\displaystyle {1}=Z^{0}(G)\leq Z^{1}(G)\leq \cdots \leq Z^{c}(G)\leq \cdots }
er fastlagt ved
{\displaystyle Z^{0}(G)={1},Z^{i}(G)/Z^{i-1}(G)=Z(G/Z^{i-1}(G))\quad for\,\,i\geq 2}
Definition
En gruppe G kaldes nilpotent hvis der findes et {\displaystyle m\geq 0} så {\displaystyle Z^{m}(G)=G}. Det mindste tal m med {\displaystyle Z^{m}(G)=G} kaldes nilpotensklassen af G. Man siger så, at G er nilpotent af klasse m.
Sætning: For en endelig gruppe G er følgende betingelser ækvivalente:
1. G er nilpotent.
2. For enhver undergruppe {\displaystyle H\neq G} er {\displaystyle N_{G}(H)\neq H}.
3. For alle primtal p har G en normal p-Sylow gruppe.
4. G er et direktet produkt af sine Sylow grupper.

## Egenskaber
Her følger et par resultater som viser nogle af de egenskaber der findes omkring subnormale undergrupper.
Lemma Lad {\displaystyle S\trianglelefteq \trianglelefteq G}, hvor G er en gruppe, og antag {\displaystyle K\subseteq G} er en
vilkårlig undergruppe, så er {\displaystyle S\cap K\trianglelefteq \trianglelefteq K}.
Korollar Lad S og T være subnormale undergrupper i G, så er {\displaystyle S\cap T\trianglelefteq \trianglelefteq G}.
Sætning Lad G være en endelig gruppe og antag at {\displaystyle S,T\trianglelefteq \trianglelefteq G}. Så er {\displaystyle \left\langle S,T\right\rangle \trianglelefteq \trianglelefteq G}.
Sætning Lad G være endelig. G er nilpotent hvis og kun hvis enhver
undergruppe af G er subnormal.
Bevis: " {\displaystyle \Leftarrow } " Antag at alle undergrupper af G er subnormale. Lad H være en vilkårlig ægte undergruppe i G, hvor H er subnormal i G. Så findes der række af normale undergrupper
{\displaystyle H=H_{0}\trianglelefteq H_{1}\trianglelefteq \cdots \trianglelefteq H_{r}=G}
hvor {\displaystyle r>0}, da ellers H=G. Så der findes {\displaystyle H\in H_{1}}. Da {\displaystyle H\triangleleft H_{1}} gælder at {\displaystyle H_{1}\subseteq N_{G}(H)} (normalisatoren), så da {\displaystyle H\neq G} er {\displaystyle H\neq N_{G}(H)}. Dette er ækvivalent til at G er nilpotent.
" {\displaystyle \Rightarrow } " Antag nu at G er nilpotent, så {\displaystyle H\subset N_{G}(H)}, hvor {\displaystyle H\subset G}. Givet et H vises ved induktion (matematik) efter index {\displaystyle |G:H|} at {\displaystyle H\trianglelefteq \trianglelefteq G}. Hvis index er 1 må H=G, og der er ikke noget at vise. Antag derfor nu at {\displaystyle |G:H|>1}. Så er {\displaystyle H\subset G} og {\displaystyle H\subset N_{G}(H)}, dette betyder at {\displaystyle |G:N_{G}(H)|<|G:H|}. Fra vores induktionsantagelse vil det sige, at {\displaystyle N_{G}(H)} er subnormal i G. Dvs. at {\displaystyle H\trianglelefteq N_{G}(H)\trianglelefteq \trianglelefteq G\Rightarrow H\trianglelefteq \trianglelefteq G}